# Maria Minerva
Maria Minerva, rozená Maria Juur, * 15. března 1988 Tallinn) je estonská hudebnice. Studovala na universitě Eesti Kunstiakadeemia v Tallinnu a později se přestěhovala do Londýna, kde zahájila studium na universitě Goldsmiths. Za své vzory označuje například Briana Eno nebo skupinu Cabaret Voltaire.
V roce 2012 přispěla remixem písně „Whaddya Mean by That“ velšského hudebníka Johna Calea na album Extra Playful: Transition.

## Diskografie
- Tallinn at Dawn (2011)
- Noble Savage (2011)
- Cabaret Cixous (2011)
- Sacred and Profane Love (2011)
- Will Happiness Find Me? (2012)
- The Integration LP (2012)
- Bless (2013)
- Histrionic (2014)
- Soft Power (2020)